# 冨田祐次
冨田 祐次（とみた ゆうじ、1946年 - ）は、日本の造園系建設官僚。

## 来歴
建設省都市局公園緑地課長を務めた。
退官後、日本公園緑地協会、日本造園修景協会の会長や、沖縄美ら海水族館を運営する海洋博覧会記念公園管理財団（現・沖縄美ら島財団）理事長、日本緑化センター常務理事を歴任した。
2009年に第31回日本公園緑地協会北村賞を受賞した。
2016年春の叙勲者となる。
著書に『環境都市計画事典』（共著、朝倉書店）がある。